# Politecnico di Opole
Il Politecnico di Opole (in polacco: Politechnika Opolska) è una istituzione universitaria con sede a Opole in Polonia.

## Storia
L'università venne fondata nel 1959 come sede distaccata del Politecnico della Slesia. Nel 1966 ottenne la sua indipendenza come ente universitario col nome di Wyższa Szkoła Inżynierska w Opolu (Alta Scuola di Ingegneria di Opole). La denominazione "politecnico" venne utilizzata solo dal 1996.

## Struttura
L'università è organizzata in sei facoltà:
- Ingegneria civile
- Ingegneria elettronica, automazione e scienze dell'informazione
- Ingegneria meccanica
- Ingegneria delle produzioni e logistica
- Management
- Scienze motorie e fisioterapia